# تشارلز ميزنر
تشارلز ميزنر (بالإنجليزية: Charles W. Misner)‏ (و. 1932 – م) هو فيزيائي، وكاتب من الولايات المتحدة الأمريكية. ولد في جاكسون، ميشيغان. وكان عضواً في الأكاديمية الأمريكية للفنون والعلوم.

## التعليم
تعلم في جامعة برنستون، في تخصص رياضيات، وتحصل منها على دكتوراه في الفلسفة، ونوتردام

## جوائز
حصل على جوائز منها:
- قلادة ألبرت أينشتاين (2015)
- جائزة داني هينمان للفيزياء الرياضية (1994)
- زمالة غوغنهايم.